# Greenwich Village (filme)
Greenwich Village (bra: Serenata Boêmia) é um filme estadunidense de comédia romântica e musical de 1944, produzido pela 20th Century Fox e dirigido por Walter Lang. Nos papéis principais, estão Carmen Miranda e Don Ameche.

## Sinopse
Em 1922, durante a Lei Seca, o compositor iniciante Kenneth Harvey (Don Ameche) muda-se para o bairro de Greenwich Village, em Nova York, onde pretende fazer com que um compositor famoso se interesse por sua obra. Num bar, ele encontra Danny OïHare, que pretende fazer, da sua namorada Bonnie Watson, uma estrela de um musical. Outra atriz do bar, Princess Querida O'Toole (Carmen Miranda), acha que Kenneth é um homem rico quando ele puxa, do bolso, todo o dinheiro que trouxe. Kenneth e Bonnie iniciam um romance, para desespero de Danny. Um maestro famoso se interessa pela obra de Kenneth, pretendendo estreá-la no Carnegie Hall. Kenneth trabalha duramente na peça que seria para o show no bar de Danny, mesmo que Bonnie tenha escrito já a letra. Uma confusão se estabelece quando um dos músicos rouba o pagamento da orquestra. Além disso, Kenneth é preso ao transportar bebida fornecida por Princess Querida. Mas os ensaios continuam e Danny paga a fiança de Kenneth no dia da estreia do musical, com Bonnie e Querida apresentando-se. As confusões se esclarecem e Bonnie e Kenneth abraçam-se ao final do filme.

## Elenco
- Carmen Miranda —  Princess Querida O'Toole
- Don Ameche —  Kenneth Harvey
- William Bendix —  Danny O'Mara
- Vivian Blaine —  Bonnie Watson
- Felix Bressart —  Hofer
- Tony De Marco —  Ele mesmo
- Sally De Marco — Ele mesmo
- The Revuers —  Conjunto musical
- B.S. Pully —  Brophy - o Porteiro
- The Four Step Brothers —  Eles mesmos
- Emil Rameau —  Kavosky

## Produção

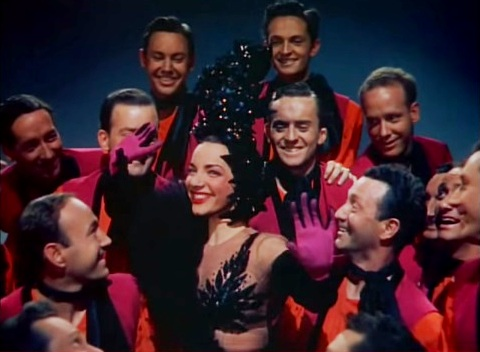
Carmen Miranda em uma cena do filme.

Os arquivos do estúdio 20th Century Fox revelam que Robert Ellis, Helen Logan e Valentine Davies trabalharam em versões iniciais do roteiro de Greenwich Village. O Hollywood Reporter noticiou que Alice Faye e Phil Regan foram originalmente escalados para os papéis principais. No entanto, Faye precisou se afastar do projeto devido à gravidez.
Outros atores que foram anunciados incluem Ronald Graham, Jack Oakie, que interpretaria "Danny O'Mara" segundo os registros do estúdio, Phil Baker e Perry Como, que faria sua estreia no cinema. Lillian Porter também foi mencionada como parte do elenco, mas sua participação não foi confirmada.
Embora os créditos iniciais do filme apresentem Vivian Blaine "em seu primeiro papel de destaque", ela já havia atuado em diversas produções anteriores da 20th Century Fox, incluindo um papel principal em Ladrão que Ladrão que rouba ladrão, de 1943.
Greenwich Village marcou a estreia cinematográfica do grupo de cabaré The Revuers, que contava com Judy Holliday (creditada como Judith Tuvim), Betty Comden, Adolph Green e Alvin Hammer. Embora o grupo tivesse assinado contrato com a 20th Century Fox para sua estreia no cinema, sua participação foi reduzida na edição final do filme, aparecendo apenas na cena da festa no apartamento de Bonnie Watson. Após a separação do grupo, Judy Holliday se destacou como uma renomada comediante na Broadway e no cinema, conquistando um Oscar de Melhor Atriz por sua performance em Nascida Ontem (1950).
Inicialmente, o Código Hays rejeitou o roteiro do filme devido às "excessivas cenas desnecessárias de bebidas e embriaguez". Após uma longa colaboração com Ralph Rainger, que faleceu em um acidente de avião em outubro de 1942, o letrista Leo Robin se juntou a Nacio Herb Brown para compor as músicas do filme.
As canções incluídas na trilha sonora são: "I'm Down to My Last Dream", "You Make Me Mad", "Oh, Brother", "Never Before", "That Thing They Sing About", "I've Been Smiling in My Sleep" e "I Have to See You Privately". A interpretação de "Give Me a Band and a Bandana" por Carmen Miranda incorpora trechos de "O Que É que a Baiana Tem?", de Dorival Caymmi, e "Quando Eu Penso na Bahia", de Ary Barroso.

## Números musicais
- I'm Just Wild About Harry —  Carmen Miranda
- Swingin' Down the Lane —  Vivian Blaine e Don Ameche
- When You Wore a Tulip e I Wore a Big Red Rose —  Don Ameche, William Bendix, B.S. Pully e Felix Bressart
- This Is Our Lucky Day —  Tony De Marco e Sally De Marco
- It's All for Art's Sake —  Todo o elenco
- I Like to Be Loved by You —  Carmen Miranda
- Whispering —  Vivian Blaine
- It Goes to Your Toes —  Músicos e dançarinos
- Give Me a Band and a Bandana —  Carmen Miranda

## Recepção da crítica

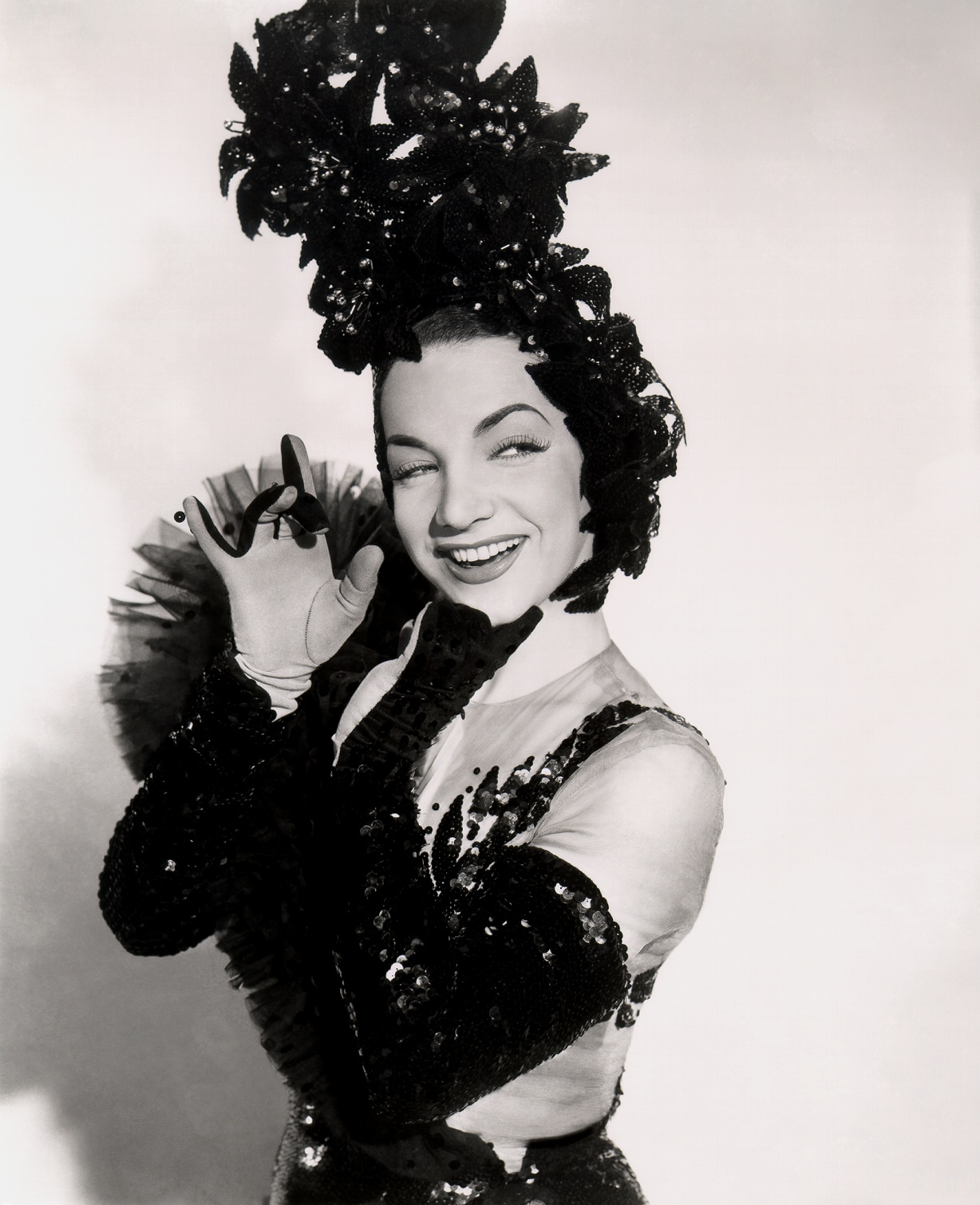
Os críticos elogiaram a presença de Carmen Miranda e o uso de cores em Greenwich Village.

A crítica de Bosley Crowther, publicada no New York Times, sobre Greenwich Village descreve o filme como uma produção musical sem brilho, que luta contra as probabilidades devido à combinação de material fraco e um elenco mediano. O principal atrativo da produção é o Technicolor, enquanto a trama é descrita como suave e sem grandes surpresas. Crowther destaca que o elenco não consegue carregar o filme com grandeza. Don Ameche é criticado por não ter a presença de um protagonista de musical, Vivian Blaine é vista como sem a voz ou o estilo de uma estrela, e William Bendix é descrito como "lento" em seu papel de proprietário. Carmen Miranda, por sua vez, repete sua fórmula com trajes chamativos e números latinos, enquanto o filme utiliza muitas músicas antigas como pano de fundo, mas sem muito impacto. A crítica conclui que Greenwich Village é uma produção sem confiança, com um elenco que não consegue elevar o filme e uma trama que parece mais uma desculpa para exibir números musicais sem muita relevância ou inovação.
A crítica de Peggy Simmonds, do The Miami News, reflete um tom misto de apreciação e decepção. Simmonds reconhece que o filme é favorecido pelo uso de Technicolor e pela presença de Carmen Miranda, mas lamenta que a produção não faça justiça ao talento da atriz. A crítica sugere que, apesar da falta de boas falas para Carmen, como em seus filmes anteriores, ela ainda consegue se destacar sempre que aparece na tela. No entanto, o efeito geral do filme é considerado decepcionante, pois a produção não consegue aproveitar o potencial de sua estrela e o material do filme não é suficientemente forte para compensar essas limitações.